# 哈迪維爾 (肯塔基州)
哈迪維爾（英語：Hardyville）是位於美國肯塔基州哈特縣的一個人口普查指定地區。

## 人口
根據2020年美國人口普查的數據，哈迪維爾的面積為1.66平方千米，當中陸地面積為1.64平方千米，而水域面積為0.02平方千米。當地共有人口155人，而人口密度為每平方千米93.37人。